# چارلی کالاس
چارلی کالاس (انگلیسی: Charlie Callas; ۲۰ دسامبر ۱۹۲۷ – ۲۷ ژانویهٔ ۲۰۱۱) یک هنرپیشه اهل ایالات متحده آمریکا بود. وی بین سال‌های ۱۹۶۴ تا ۲۰۱۱ میلادی فعالیت می‌کرد.

## گزیده فیلمشناسی
از فیلم‌ها یا برنامه‌های تلویزیونی که وی در آن نقش داشته‌است می‌توان به آثار زیر اشاره کرد.
- دهان‌گشاد (۱۹۶۷)
- سوئیچ (مجموعه تلویزیونی) (۱۹۷۵–۱۹۷۸)
- فیلم صامت (فیلم) (۱۹۷۶)
- اضطراب بالا (۱۹۷۷)
- تاریخ جهان، قسمت ۱ (۱۹۸۱)
- کنت دراکولا (۱۹۸۳)
- دام دی‌لوئیس (۱۹۸۷)